# Robert Lemaignen
Robert Lemaignen (ur. 1893, zm. 1980) – francuski polityk, Komisarz ds. Rozwoju w pierwszej komisji Waltera Hallsteina w latach 1958–1962.